# 横浜市立荏子田小学校
横浜市立荏子田小学校（よこはましりつ えこだしょうがっこう）は、神奈川県横浜市青葉区荏子田三丁目にある市立の小学校。

## 概要
通称は「荏子小」。あざみ野ガーデンズから北に150mほどの恩田元石川線（仮称）沿いの閑静な住宅街に位置している。荏子田町の地域防災拠点に指定されている。
児童数は552名、職員数は36名（2010年4月現在）。
校歌作詞：服部伊勢松(初代校長)、作曲：小野智久

## 沿革
- 1984年（昭和59年）の土地区画整理事業により、元石川町と大場町の一部から荏子田一丁目〜三丁目が新設され、地域の人口増加が予想されたために学校建設が予定された。
- 1985年（昭和60年）
  - 4月2日 - 開校式。
  - 5月1日 - 給食を開始。
- 1987年（昭和62年）1月22日 - 校歌を制定。
- 1994年（平成6年）11月19日 - 創立10周年記念式。
- 2001年（平成13年）6月18日 - はまっ子ふれあいスクールを開設。
- 2004年（平成16年）11月19日 - 創立20周年記念式。荏子田小音楽祭が始まる。

## 教育目標
「出会い　ふれあい　学びあい　共にかがやく荏子田の子」

## 平成22年度中期学校経営方針
- 中期計画期間 平成22年4月～平成25年3月[1]
- 学校教育目標
  - 知 - いろいろなことに興味を持ち、粘り強くやり遂げる子を育てます。
  - 徳 - 礼儀や規律を大切にし、他者を尊重して行動する子を育てます。
  - 体 - 自分や他者の生命を大切にし、自らの健やかな体をつくる子を育てます。
  - 公 - まちを愛し、社会の一員として積極的に役立とうとする子を育てます。
  - 開 - 日本の伝統や文化を尊重しながら、広く世界を見つめ貢献しようとする子を育てます。

## 進学先中学校
- 横浜市立すすき野中学校
- 横浜市立あざみ野中学校